# Emil Holtz
Emil Holtz, auch Emil Holz (* 25. Mai 1873 in Oberschull; † nach 1930), war ein deutscher Lehrer, Politiker und Gauleiter des Gaues Brandenburg der NSDAP. 
Der Oberlehrer trat 1920 in Berlin der Deutschsozialistischen Partei (DSP) bei, einer radikal antisemitischen Gruppierung der völkischen Bewegung. Im November des Jahres wurde er Vorsitzender der DSP, eine Funktion, der angesichts der losen Verbindungen der Ortsgruppen wenig Bedeutung zukam, aber die Berliner Ortsgruppe aufwertete. Die DSP, die in Berlin trotz ihrer geringen Zahl an Mitgliedern „zu einer wichtigen Organisation des aktionistischen Rechtsradikalismus“ wurde, trat im März 1922 der NSDAP-Ortsgruppe München bei. Während des NSDAP-Verbots war Holtz im September 1923 als Redner einer Sozialnationalen Vereinigung in Brandenburg an der Havel aktiv.
Nach der Wiederzulassung der NSDAP trat Holtz zum 29. Juli 1925 in die Partei ein (Mitgliedsnummer 11.651) und wurde stellvertretender Gauleiter von Berlin-Brandenburg  unter Joseph Goebbels. Am 1. Oktober 1928 wurde der Gau Brandenburg allerdings abgetrennt und zum eigenständigen Gau erhoben; Holtz wurde dessen Leiter.
Als Gauleiter trat Holtz Ende September 1930 zurück, offiziell aus gesundheitlichen Gründen. Zum 30. September 1930 trat er aus der NSDAP aus. Sein bei der Reichstagswahl am 14. September 1930 erzieltes Mandat nahm er nicht an. Hintergrund des Rücktritts war eine öffentlich bekanntgewordene Affäre mit einer Prostituierten. Nach widersprüchlichen Angaben wurde er im Herbst 1930 oder März 1931 wegen eines Sittlichkeitsverbrechens zu sechs Monaten Haft verurteilt. Unter Holtz hatte sich die NSDAP in Brandenburg organisatorisch offenbar kaum weiterentwickelt. Holtz’ Nachfolger Ernst Schlange beklagte sich, er habe in der Gaugeschäftsstelle „außer Schulden und einem sehr lästigen Vertrage“ nichts vorgefunden. In der NSDAP im Gau Brandenburg kam es zu erheblichen Auseinandersetzungen um Holtz’ Ablösung und seinen Nachfolger.
Über seinen weiteren Lebensweg ist nichts bekannt. 